# UFO lights
UFO lights is een single van Dizzy Man's Band. Het is de eerste gehele single zonder de voormalige zanger Jacques Kloes. Steve Allet is dan de nieuwe zanger van DMB; hij was afkomstig uit Ginger Ale en Ekseption. De personeelswisseling zou uiteindelijk leiden tot opheffing van de band.
Fame is the name of the game is geschreven door Steve Allet en Klaas Versteeg. Het nummer is opgenomen onder leiding van muziekproducent Richard de Bois. Hij was de producer uit de succesvolle periode van de band.
Het plaatje liet geen sporen na in hitparades.